# The Worst Witch (serie de televisión de 2017)
The Worst Witch (En español: La peor Bruja) es una serie de televisión infantil británico-alemana sobre un grupo de jóvenes brujas en una escuela de magia. La serie la protagoniza, Bella Ramsey (desde la cuarta temporada Lydia Page), y está basada en la serie de libros The Worst Witch de Jill Murphy (publicado en 1974–2018). Es la quinta adaptación de The Worst Witch después de la película The Worst Witch, la serie de 1998 The Worst Witch, Weirdsister College  y The New Worst Witch.
La serie es una coproducción de Netflix, CBBC y ZDF La serie está disponible vía streaming en Netflix y estrenada en 2017, y será solo disponible para miembros en el Reino Unido y Alemania después de su estreno en CBBC y ZDF. La serie se estrenó en CBBC el 11 de enero de 2017.

## Elenco

### Alumnas
- Bella Ramsey/ Lydia Page como Mildred Hubble.[9]
- Meibh Campbell/ Megan Hughes como Maud Luna.[9]
- Tamara Smart como Enid Nightshade.[9]
- Jenny Richardson como Ethel Hallow.[9]
- Miriam Petche como Esmeralda Hallow.[9]
- Tallulah Milligan como Drusilla Paddock.[9][10][11]
- Dagny Rollins como Felicity Foxglove.[9]
- Alexandra Beaton como  Fenela Feverfew.

### Profesores
- Clare Higgins como Miss Ada Cackle/Agatha Cackle.[12][13]
- Raquel Cassidy como Miss Hecate Hardbroom.[12][13]
- Wendy Craig como Miss Bat.[13]
- Kacey Ainsworth como Miss Gullet.[13]
- Philip Martin Brown como Algernon Rowan-Webb.[13]
- Zita Sattar como Miss Tapioca.[13]

### Otros
- Amanda Holden como Miss Pentangle[14]
- Nicola Stephenson como Julie Hubble.[13]
- Nicholas Jones como The Great Wizard.

## Episodios
| Nro. (serie) | Nro. (temp.) | Título                       | Director             | Guionista(s)          | Emisión original         | Audiencia UK (millones) |
| ------------ | ------------ | ---------------------------- | -------------------- | --------------------- | ------------------------ | ----------------------- |
| 1            | 1            | "Día de Selección"           | Brian Grant          | Emma Reeves           | 18 de julio de 2017      | 465,000                 |
| 2            | 1            | "Tigre"                      | Brian Grant          | Emma Reeves           | 25 de julio de 2017      | 334,000                 |
| 3            | 1            | "Chica nueva"                | Brian Grant          | Emma Reeves           | 2 de agosto de 2017      | 334,000                 |
| 4            | 1            | "Vida en el estanque"        | Sallie Aprahamian si | Neil Jones            | 9 de agosto de 2017      | 281,000                 |
| 5            | 1            | "La visita del gran mago”    | Sallie Aprahamian    | Madeleine Brettingham | 16 de agosto de 2017     | 408,000                 |
| 6            | 1            | "La mejor maestra de todas”  | Sallie Aprahamian    | Nick Leather          | 23 de agosto de 2017     | 296,000                 |
| 7            | 1            | "El gran error de Maud”      | Lindy Heymann        | Neil Jones            | 30 de agosto de 2017     | 315,000                 |
| 8            | 1            | "La primera bruja”           | Lindy Heymann        | Maxine Alderton       | 6 de septiembre de 2017  | 240,000                 |
| 9            | 1            | "Concurso de hechizos"       | Lindy Heymann        | Matt Evans            | 13 de septiembre de 2017 | 329,000                 |
| 10           | 1            | "Las nieblas del tiempo"     | Dirk Campbell        | Nick Leather          | 20 de septiembre de 2017 | 315,000                 |
| 11           | 1            | "Fuera de los límites"       | Dirk Campbell        | Emma Reeves           | 27 de septiembre de 2017 | 268,000                 |
| 12           | 1            | "La peor directora de todas" | Dirk Campbell        | Emma Reeves           | 11 de octubre de 2017    | 342,000                 |

Temporada 2 
Esta temporada cuenta con 13 episodios.
La trama de esta temporada trata de los problemas que pueden encontrarse si no se cuida extremadamente la piedra fundadora de la Academia Cackle's.
| Nro. (serie) | Nro. (temp.) | Título                            | Director          | Guionista(s)          | Emisión original         | Audiencia UK (millones) |
| ------------ | ------------ | --------------------------------- | ----------------- | --------------------- | ------------------------ | ----------------------- |
| 1            | 2            | "El misterio de la Tortuga"       | Brian Grant       | Emma Reeves           | 3 de marzo de 2018       | 51,000                  |
| 2            | 2            | "Inseparables"                    | Brian Grant       | Emma Reeves           | 10 de marzo de 2018      | 68,000                  |
| 3            | 2            | "Lluvia de Ethels"                | Brian Grant       | Emma Reeves           | 17 de marzo de 2018      | 43,000                  |
| 4            | 2            | ""                                | Sallie Aprahamian | Neil Jones            | 9 de agosto de 2018      | 281,000                 |
| 5            | 2            | "El árbol genealógico de Mildred” | Sallie Aprahamian | Madeleine Brettingham | 31 de marzo de 2018      | 302,000                 |
| 6            | 1            | "La mejor maestra de todas”       | Sallie Aprahamian | Nick Leather          | 23 de agosto de 2018     | 296,000                 |
| 7            | 1            | "El gran error de Maud”           | Lindy Heymann     | Neil Jones            | 30 de agosto de 2018     | 315,000                 |
| 8            | 1            | "La primera bruja”                | Lindy Heymann     | Maxine Alderton       | 6 de septiembre de 2018  | 240,000                 |
| 9            | 2            | "La nueva Srita. Hardbroom"       | Lindy Heymann     | Matt Evans            | 19 de abril de 2018      | 354,000                 |
| 10           | 2            | "Un nuevo amanecer"               | Dirk Campbell     | Nick Leather          | 21 de abril de 2018      | 120,000                 |
| 11           | 2            | "Amor a primera vista"            | Dirk Campbell     | Emma Reeves           | 28 de abril de 2018      | 467,000                 |
| 12           | 2            | "Las voces de los Ancestros"      | Dirk Campbell     | Emma Reeves           | 1 de junio de 2018       | 769,000                 |
| 13           | 2            | "Congelación"                     | Mayra Kuc         | Esmeralda Johansson   | 28 de septiembre de 2018 | 980,000                 |